# هنری لارسن (ورزشکار)
هنری لارسن (انگلیسی: Henry Larsen; ۱۶ اوت ۱۸۹۱ – ۲۰ ژانویهٔ ۱۹۶۹) قایقران روئینگ اهل نروژ بود.